# 绿塘鳢属
绿塘鳢属为鰕虎鱼目鰕虎鱼亚目塘鱧科下的一个属。

## 下属
- 細綠塘鱧(Erotelis armiger)
- 綠塘鱧(Erotelis smaragdus)

## 扩展阅读
- 維基物種上的相關：绿塘鱧属
- WoRMS数据：http://www.marinespecies.org/aphia.php?p=taxdetails&id=269106 （页面存档备份，存于）